# Västra Kadnja
Västra Kadnja är en sjö i Jokkmokks kommun i Lappland och ingår i Luleälvens huvudavrinningsområde. Sjön har en area på 0,625 kvadratkilometer och ligger 360 meter över havet.

## Delavrinningsområde
Västra Kadnja ingår i det delavrinningsområde (737866-167233) som SMHI kallar för Mynnar i Appokälven. Medelhöjden är 378 meter över havet och ytan är 16,87 kvadratkilometer. Det finns inga avrinningsområden uppströms utan avrinningsområdet är högsta punkten. Vattendraget som avvattnar avrinningsområdet har biflödesordning 4, vilket innebär att vattnet flödar genom totalt 4 vattendrag innan det når havet efter 225 kilometer. Avrinningsområdet består mestadels av skog (46 procent) och sankmarker (47 procent). Avrinningsområdet har 0,94 kvadratkilometer vattenytor vilket ger det en sjöprocent på 5,6 procent.